# Claude-François de Lezay-Marnésia

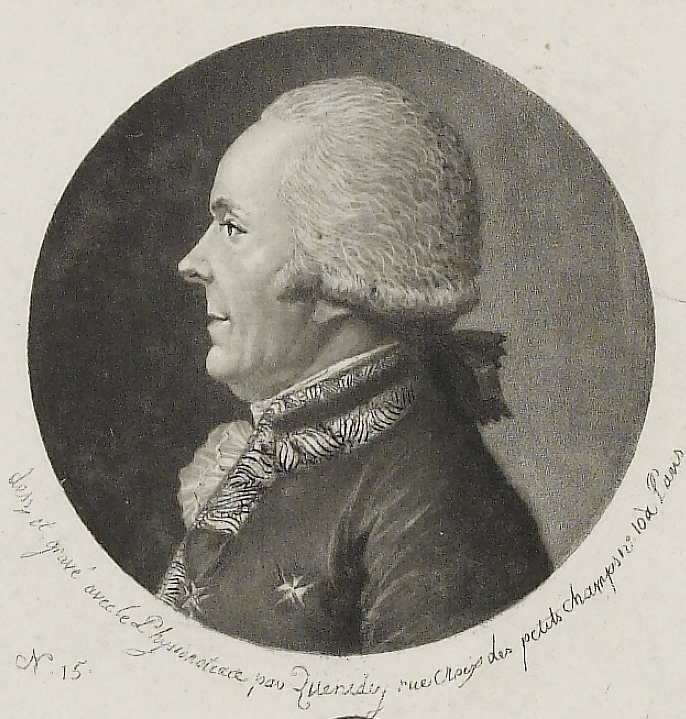

Claude-François-Adrien, marquis de Lezay-Marnésia (* 26. August 1735 in Metz; † 9. November 1800 in Besançon) war ein französischer Militär, Landwirt, Autor und Enzyklopädist.

## Leben und Wirken
Er wurde in Metz als Sohn des François Gabriel, marquis de Lezay-Marnésia (1699–1778) geboren, einem Capitaine im Régiment de Navarre. Seine Mutter war die Charlotte Antoinette de Bressey, sie war die Tochter eines Kammerherrn des Herzogs Leopold Joseph von Lothringen und eine gebildete Frau. Das Paar hatte zwei Söhne, der jüngere Bruder war Claude Gaspard de Lezay-Marnesia, Chanoine comte de Lyon (1739–1818).
Nach seiner Tätigkeit als Capitaine im Régiment du Roi zog sich Claude-François-Lezay Marnesia auf seinen Besitz Château de Saint-Julien, in der Nähe von Lons-le-Saunier zurück und widmete sich dort der Landwirtschaft mit der gleichen Intensität wie dem Schreiben und wissenschaftlichen Fragen. Er setzte neue Maßstäbe, schon vor der Revolution, so hob er die lästige Pflicht der feudalen Steuern auf und forderte ihre generelle Abschaffung, auch sollte eine gleichmäßige Verteilung der Steuern auf alle Klassen erfolgen.
Seit dem 3. März 1766 war er mit Marie Claudine de Nettancourt Vaubécourt (1746–1794) verheiratet, das Paar hatte eine Tochter die Claudine de Lezay Marnesia (1768–1791) und zwei Söhne Adrien de Lezay-Marnésia und Graf Albert-Magdelaine-Claude de Lezay-Marnésia (1772–1857), den späteren Präfekten des Département de Rhin-et-Moselle von 1806 bis 1810 sowie von 1810 bis 1814 im Département Bas-Rhin.
Aus Ablehnung der revolutionären Gewalt während des Terror, beschloss er, im Oktober 1789 in die neue Welt nach Nordamerika auszuwandern. Er emigrierte im Mai 1790 nach Nordamerika mit dem Ziel dort an der Gründung Amerika einer französischen Kolonie mitzuwirken.
Es handelte sich um ein Projekt der Compagnie du Scioto, auch compagnie des Vingt-quatre genannt, welches u. a. von Jean-Jacques Duval d’Eprémesnil (1745–1794), Jean-Antoine Chais de Soissons und dem schottischen Ingenieur und Ökonomen William Playfair initiiert wurde. Man erwarb von der US-Regierung drei Millionen Hektar im Bundesstaat Ohio, welches bis zu dem Scioto River reichte, um eine französische Kolonie mit deren Hauptstadt Gallipolis zu gründen.
Im Jahre 1792, nach dem Scheitern des Projektes der compagnie des Vingt-quatre,  kehrte er nach Frankreich zurück, wo er aber in Besançon verhaftet wurde.
Nach dem 9. Thermidor, also dem Sturz von Maximilien de Robespierre wurde er aus seiner Inhaftierung entlassen und er verließ Frankreich in der Zeit des Direktorium  in Richtung der Helvetischen Republik, genauer dem Kanton Waadt. Dort fand er Anschluss an Isabelle de Montolieu (1751–1832). Später kehrte er wieder nach Besançon zurück, wo er kurz darauf starb.
Claude-François-Lezay Marnesia schrieb die Artikel Voleur  und Manstupration (Masturbation) für die Encyclopédie von Denis Diderot und Jean-Baptiste le Rond d’Alembert.

## Werke (Auswahl)
- L’Heureuse famille, conte moral. 1766
- Plan de lecture pour une jeune dame. 1784
- Le Bonheur dans les campagnes. 1785
- Essai sur la nature champêtre. In Versen 1787
- Lettres écrites des rives de l’Ohio. 1800
- Letters Written from the Banks of the Ohio, éd. Benjamin Hoffmann, trad. Alan J. Singerman, Pennsylvania State University Press, 2017
- Les Paysages ou essais sur la nature champêtre.  1800
- Apelle et Campaspe ou l’empire des arts, ballet héroïque. 1800